# Хворостухин, Игорь Сергеевич
Игорь Сергеевич Хворостухин — гвардии младший сержант Вооружённых Сил Российской Федерации, участник антитеррористических операций в период Второй чеченской войны, погиб при исполнении служебных обязанностей во время боя 6-й роты 104-го гвардейского воздушно-десантного полка у высоты 776 в Шатойском районе Чечни.

## Биография
Игорь Сергеевич Хворостухин родился 5 декабря 1980 года в городе Ленинграде (ныне — Санкт-Петербург). В 1997 году окончил среднюю школу № 35 в Василеостровском районе родного города. 26 июня 1999 года Хворостухин был призван на службу в Вооружённые Силы Российской Федерации Василеостровским районным военным комиссариатом города Санкт-Петербурга. Получил военную специальность санинструктора, после чего был направлен для дальнейшего прохождения службы в 6-ю роту 104-го гвардейского воздушно-десантного полка.
С началом Второй чеченской войны в составе своего подразделения гвардии младший сержант Игорь Хворостухин был направлен в Чеченскую Республику. Принимал активное участие в боевых операциях. С конца февраля 2000 года его рота дислоцировалась в районе населённого пункта Улус-Керт Шатойского района Чечни, на высоте под кодовым обозначение 776, расположенной около Аргунского ущелья. 29 февраля — 1 марта 2000 года десантники приняли здесь бой против многократно превосходящих сил сепаратистов — против всего 90 военнослужащих федеральных войск, по разным оценкам, действовало от 700 до 2500 боевиков, прорывавшихся из окружения после битвы за райцентр — город Шатой. Вместе со всеми своими товарищами он отражал ожесточённые атаки боевиков Хаттаба и Шамиля Басаева, не дав им прорвать занимаемые ротой рубежи. В том бою гвардии младший сержант Игорь Сергеевич Хворостухин был убит вражеским снайпером при попытке спасти раненого товарища из-под шквального обстрела. Погибли также ещё 83 его сослуживца.
Похоронен на Смоленском православном кладбище в городе Санкт-Петербурге.
Указом Президента Российской Федерации гвардии младший сержант Игорь Сергеевич Хворостухин посмертно был удостоен ордена Мужества.

## Память
- Мемориальная доска в память о Хворостухине установлена на здании школы, в которой он учился[4].
- Бюст Хворостухина установлен в Парке Боевого Братства в Санкт-Петербурге[5].